# Halysidota insularis
Halysidota insularis är en fjärilsart som beskrevs av Rothschild 1909. Halysidota insularis ingår i släktet Halysidota och familjen björnspinnare. Inga underarter finns listade i Catalogue of Life.